# Asilaris quadrifasciatus
Asilaris quadrifasciatus là một loài bọ cánh cứng trong họ Cerambycidae.